# Heiko Westermann
Heiko Westermann (* 14. August 1983 in Alzenau) ist ein ehemaliger deutscher Fußballspieler und heutiger -trainer.
Er wurde meist als Innenverteidiger eingesetzt, spielte jedoch auch als Außenverteidiger und im defensiven Mittelfeld. In seiner aktiven Karriere lief er unter anderem in der Bundesliga auf und absolvierte 312 Partien in der höchsten deutschen Spielklasse. Westermann spielte außerdem ab 2015 in den höchsten Ligen in Spanien, in den Niederlanden sowie in Österreich. Des Weiteren lief er 27-mal für die deutsche Nationalmannschaft auf und wurde mit ihr 2008 Vize-Europameister.

## Spielerkarriere

### Vereine

#### Kindheit, Jugend und Anfänge
Westermann wurde in Wasserlos, einem Stadtteil von Alzenau in Unterfranken, geboren und besuchte die Grundschule in Schimborn. Er begann mit dem Fußballspielen 1988 bei der SG Schimborn. Über den 1. FC Hösbach und den FC Bayern Alzenau ging er 2000 zur SpVgg Greuther Fürth, bei der er seine Karriere im Seniorenbereich begann, als er einen Vertrag für die zweite Mannschaft erhielt. 2002 kam er in die Profimannschaft, die damals in der 2. Bundesliga spielte. Dort wurde er bald zum Stammspieler, bevor er zur Saison 2005/06 in die Bundesliga zu Arminia Bielefeld wechselte. Wegen einer Verletzung von Petr Gabriel war er von Beginn an Stammspieler. Am 9. Spieltag der Saison 2005/06 erzielte er im Heimspiel der Arminia gegen Hertha BSC (3:0) sein erstes Bundesligator.

#### Westermann beim FC Schalke 04
Zum 1. Juli 2007 wechselte Westermann zum FC Schalke 04. Schon zu Beginn der Saison bestritt er nach einer Verletzung von Mladen Krstajić mehrere Spiele auf der Position des Innenverteidigers. Anschließend überzeugte er auch als Ersatz von Christian Pander als linker Außenverteidiger, unter anderem im Champions-League-Spiel gegen den FC Chelsea. Im Spiel bei Eintracht Frankfurt erzielte er am 8. Dezember 2007 seine ersten beiden Tore für seinen Verein. Zu Beginn der Saison 2008/09 wurde er bei seinem Verein zunächst als Ersatz für Rafinha als rechter Verteidiger aufgeboten. Danach bestritt er im defensiven Mittelfeld eine Reihe von guten Spielen und trat dabei mehrmals auch als Torschütze hervor, was den Trainer dazu veranlasste, ihn seitdem dort spielen zu lassen. Sein erstes Tor in einem internationalen Spiel erzielte er am 16. September 2008 im UEFA-Cup-Spiel bei APOEL Nikosia. In der Saison 2009/10 ernannte Trainer Felix Magath ihn zum Mannschaftskapitän. Diese Funktion hatte er ein Jahr inne, bis er zum Hamburger SV wechselte. Sein Vertrag lief bis zum 30. Juni 2014.

#### Umstrittener Stammspieler beim Hamburger SV

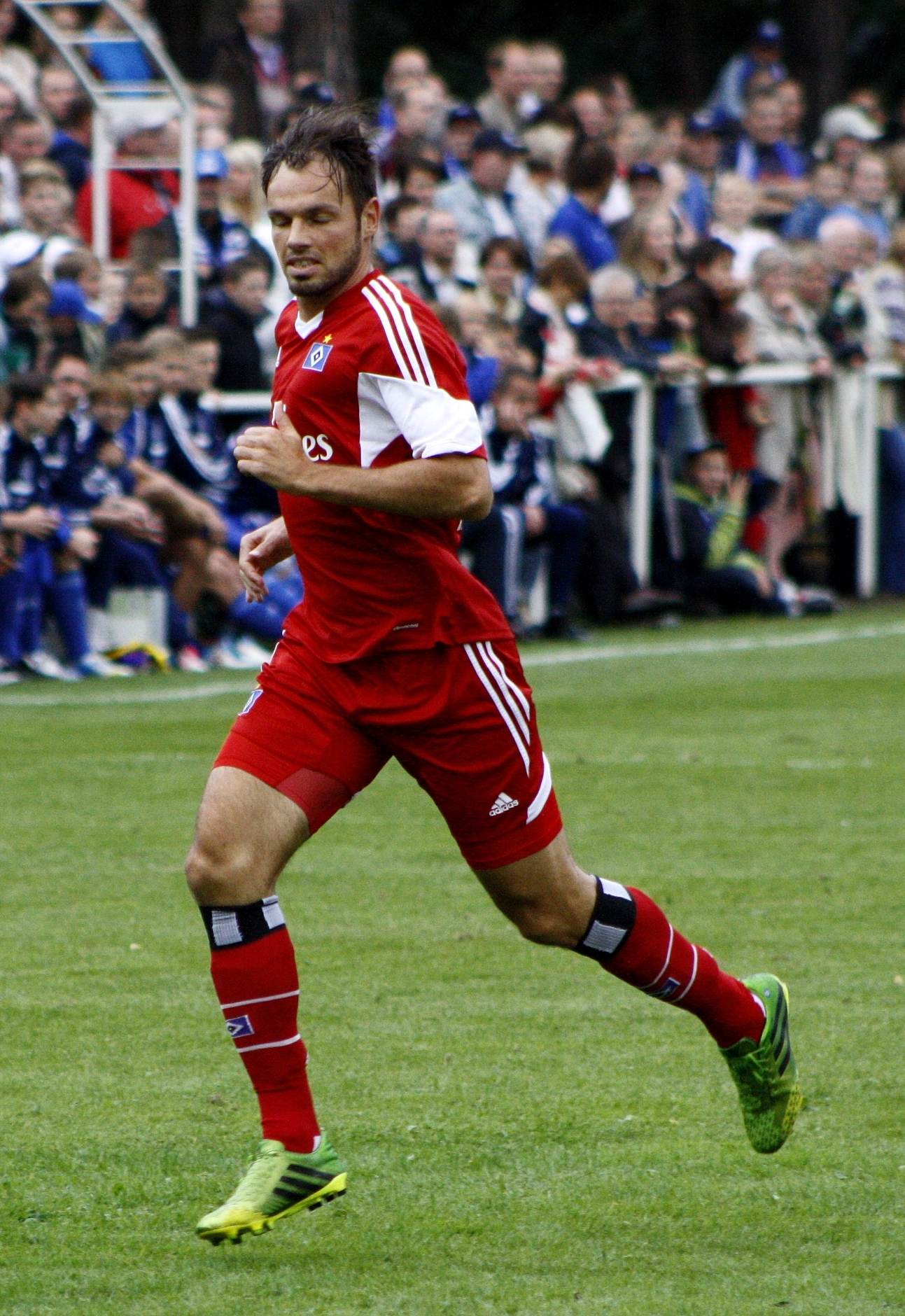
Heiko Westermann (2013)

In der Sommerpause 2010 wechselte Westermann zum Hamburger SV. Er unterschrieb einen bis 2015 laufenden Vertrag und ersetzte Jérôme Boateng. Beim HSV trug er das Trikot mit der Rückennummer 4. Am 13. August 2010 wurde er von Trainer Armin Veh als Mannschaftskapitän des HSV benannt und folgte David Jarolím nach. Am 11. Spieltag der Saison 2010/11 erzielte er beim 2:1-Sieg im Heimspiel gegen die TSG 1899 Hoffenheim mit dem Treffer zum Ausgleich seinen ersten Pflichtspieltreffer für die Hamburger. Am 9. April 2013 löste ihn Rafael van der Vaart als Mannschaftskapitän ab. Nach der Saison 2014/15, in der der HSV wie im Vorjahr den Klassenerhalt erst in der Relegation sicherte, wurde seine Vertragslaufzeit nicht verlängert.
Westermann polarisierte gegen Ende seiner Zeit beim HSV durch individuelle Fehler, aber auch durch hohen Einsatz, Loyalität und Identifikation mit dem Verein. Dies brachte ihm bei den Fans – in Anlehnung an Cristiano Ronaldos Numeronym „CR7“ – infolge eines wichtigen und sehenswerten Siegtreffers im Abstiegskampf 2014 gegen Bayer 04 Leverkusen den Spitznamen „HW4“ ein. Er absolvierte als Innenverteidiger, Außenverteidiger oder Sechser 159 Bundesligaspiele für den HSV, in denen er neun Tore erzielte. Hinzu kamen elf Pokalspiele (zwei Tore) und drei Relegationseinsätze (kein Tor). Er war dabei fast immer Stammspieler und wurde in nur 13 seiner insgesamt 173 Pflichtspieleinsätze eingewechselt.

#### Quer durch Europa
Zur Saison 2015/16 wechselte er zum spanischen Aufsteiger Betis Sevilla in die Primera División. Sein Ligadebüt für Betis absolvierte Westermann beim 1:0-Heimsieg gegen Real Sociedad San Sebastián am 12. September 2015. Am 4. Oktober 2015 schoss er sein erstes Tor für Betis beim Spiel bei Rayo Vallecano (2:0).
Nach einer Saison wechselte Westermann im Juli 2016 zum niederländischen Rekordmeister Ajax Amsterdam, nachdem er in den Planungen des neuen Trainers von Betis Sevilla, Gustavo Poyet, keine Rolle mehr gespielt hatte. Er unterschrieb einen Zweijahresvertrag.
Nachdem er bei Ajax nur zu vier Ligaspielen gekommen war, wechselte Westermann im Juli 2017 zum österreichischen Bundesligisten FK Austria Wien, bei dem er einen bis Juni 2019 laufenden Vertrag erhielt. Im April 2018 beendete er wegen einer Knieverletzung seine Karriere als Fußballprofi; sein Vertrag wurde aufgelöst.

### Nationalmannschaft

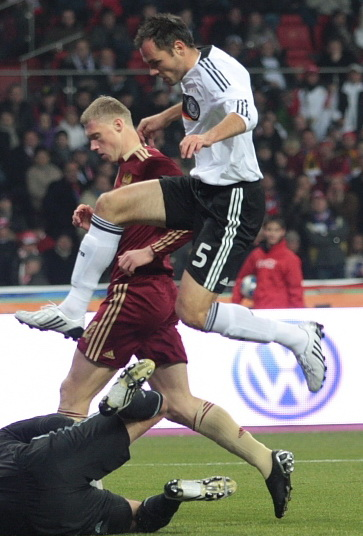
Westermann im Trikot der Nationalmannschaft (2009)

Sein Debüt für die deutsche A-Nationalmannschaft gab Heiko Westermann am 6. Februar 2008 beim 3:0-Sieg im Test-Länderspiel gegen die Auswahl Österreichs in Wien. Er gehörte dem Kader zur EM 2008 an und wurde Vize-Europameister, kam jedoch nicht zum Einsatz. Das erste Tor seiner Länderspielkarriere erzielte er am 6. September 2008 beim 6:0-Sieg in der WM-Qualifikation in Vaduz gegen die Auswahl Liechtensteins.
Am 6. Mai 2010 wurde er von Bundestrainer Joachim Löw in den erweiterten Kader für die Weltmeisterschaft 2010 berufen, nahm jedoch aufgrund eines Kahnbeinbruchs, den er sich wenige Wochen vor Beginn der WM in einem Freundschaftsspiel gegen Ungarn (3:0) kurz vor Ende der Partie zugezogen hatte, nicht an der Endrunde in Südafrika teil.
Nachdem Westermann am 17. November 2010 beim 0:0 gegen Schweden zum Einsatz gekommen war und danach noch im Februar 2011 für das Freundschaftsspiel in Dortmund gegen Italien aufgeboten worden war, wurde er eineinhalb Jahre nicht mehr für die Nationalelf nominiert. So nahm er auch nicht an der EM 2012 teil. Am 8. Oktober 2012 wurde er erneut in die DFB-Elf als Ersatz für den verletzten Mats Hummels für die WM-Qualifikationsspiele gegen Irland und Schweden berufen. Er kam allerdings in keinem der Spiele zum Einsatz. Sein erstes Spiel für die DFB-Auswahl seit November 2010 machte er am 30. Mai 2013 auf einer Amerikareise, als er beim 4:2-Sieg gegen Ecuador in der Startformation stand. Im folgenden Spiel gegen die Vereinigten Staaten erzielte er bei der 3:4-Niederlage sein viertes Länderspieltor zum 1:2. In den folgenden drei Spielen bis September 2013 wurde er nicht berücksichtigt, ehe er am 7. Oktober nachträglich für die letzten Qualifikationsspiele gegen Irland und Schweden nominiert wurde. Er kam in beiden Spielen nicht zum Einsatz. Am 8. November 2013 wurde er von Löw für die Freundschaftsspiele gegen Italien und England letztmals berufen. Beim Spiel gegen Italien im Giuseppe-Meazza-Stadion in Mailand wurde er nicht eingesetzt, im zweiten Freundschaftsspiel am 19. November 2013 stand er gegen England im Wembley-Stadion in London in der Anfangsformation und wurde nach 66 Minuten durch Julian Draxler ersetzt. Für die Weltmeisterschaft 2014 wurde er jedoch nicht berücksichtigt.

## Trainerkarriere
Seit Februar 2019 war Westermann Co-Trainer von Jens Langeneke bei der B-Jugend (U17) von Fortuna Düsseldorf. Von 2019 bis 2020 war er zudem unter Marc-Patrick Meister Co-Trainer der deutschen U-15-Nationalmannschaft. 2020/21 betreute er diesen Jahrgang auch als Co-Trainer der deutschen U-16-Nationalmannschaft und seit Juli 2021 als Co-Trainer der deutschen U-17-Nationalmannschaft. Später hatte Westermann den Posten des Co-Trainers der deutschen U19-Nationalmannschaft inne.
Im Juli 2024 wurde er Co-Trainer des FC Barcelona.

## Erfolge

### Als Spieler
- Vize-Europameister: 2008 (ohne Einsatz)
- 2. Platz in der UEFA Europa League 2016/17[26]

### Als Co-Trainer
- Spanischer Meister: 2025
- Spanischer Pokalsieger: 2025
- Spanischer Supercupsieger: 2025

## Privates
Seit Mai 2008 ist Westermann Vater einer Tochter; wegen ihrer Geburt verpasste er das EM-Vorbereitungsspiel gegen Belarus. Im Oktober 2010 kam die zweite Tochter zur Welt.